# Finding My Way
«Finding My Way» es una canción de la banda canadiense de rock progresivo Rush y se encuentra originalmente en su álbum debut homónimo, el cual fue lanzado en 1974 en Canadá por Moon Records y por la disquera Mercury Records en el resto del mundo.  Fue compuesta por el cantante y bajista Geddy Lee y el guitarrista Alex Lifeson.  Se publicó como el primer sencillo del disco en el mismo año por las mismas discográficas.
El tema que se adhirió en el lado B del vinilo fue «Need Some Love». «Finding My Way» no consiguió entrar en alguna lista de popularidad.

## Recepción de la crítica
En la reseña del álbum Rush, el crítico de Allmusic, Greg Prato, mencionó que «es casi imposible que al escuchar «Finding My Way» no pensar en el canto de Robert Plant, vocalista de Led Zeppelin».

## Lista de canciones

### Lado A
| Side one |                  |                          |          |  |
| N.º      | Título           | Escritor(es)             | Duración |  |
| 1.       | «Finding My Way» | Geddy Lee / Alex Lifeson | 3:37     |  |

### Lado B
| Side one |                  |               |          |  |
| N.º      | Título           | Escritor(es)  | Duración |  |
| 2.       | «Need Some Love» | Lee / Lifeson | 4:23     |  |

## Formación
- Geddy Lee — voz y bajo
- Alex Lifeson — guitarra
- John Rutsey — batería y percusiones